# Mesosemia nina
Mesosemia nina är en fjärilsart som beskrevs av Herbst 1798. Mesosemia nina ingår i släktet Mesosemia och familjen Riodinidae. Inga underarter finns listade i Catalogue of Life.